# رئیس ستاد نیروی هوایی
رئیس ستاد نیروی هوایی (انگلیسی: Chief of Staff of the United States Air Force) ارشدترین افسر فعال در نیروی هوایی ایالات متحده آمریکا است، که از میان ژنرال‌های ۴ ستاره نیروی هوایی ایالات متحده آمریکا انتخاب می‌شود و به‌عنوان یکی از اعضای ستاد مشترک ارتش فعالیت می‌نماید. رئیس ستاد نیروی هوایی، پس از دریافت رأی‌اعتماد از مجلس سنا، توسط رئیس‌جمهور ایالات متحده آمریکا منصوب می‌شود و به‌طور مستقیم به وزیر نیروی هوایی ایالات متحده گزارش می‌کند. رئیس ستاد نیروی هوایی مسئولیت ارائه مشاوره نظامی به رئیس‌جمهور، وزیر دفاع و شورای امنیت ملی ایالات متحده آمریکا، را برعهده دارد. رئیس ستاد نیروی هوایی به‌طور معمول بالاترین درجه‌دار وظیفه فعال در نیروی هوایی آمریکا محسوب می‌شود، مگر آنکه رئیس یا جانشین رئیس ستاد مشترک، از میان افسران نیروی هوایی انتخاب شده باشند.

## فهرست
پیش از ایجاد این سمت، ژنرال هنری آرنولد به عنوان نخستین رئیس ستاد نیروهای هوایی نیروی زمینی ایالات متحده آمریکا و فرمانده کل نیروهای هوایی ارتش در طول جنگ جهانی دوم منصوب شد. جانشین او، کارل اسپاتز، پس از تأسیس نیروی هوایی ایالات متحده، اولین رئیس ستاد نیروی هوایی شد.
تاکنون چهار رئیس ستاد نیروی هوایی به‌عنوان رئیس ستاد مشترک نیروهای مسلح ایالات متحده آمریکا خدمت کرده‌اند، که شامل: ناتان توئینینگ، جورج اسکرچلی براون، دیوید چارلز جونز و چارلز براون می‌باشند.
| No. | تصویر              | نام                                    | دوره            | دوره            | دوره           | پیشینه           | وزیر:                                                      | وزیر:                                                             | Ref.  |
| No. | تصویر              | نام                                    | انتصاب          | تودیع           | دوره           | پیشینه           | وزیر نیروی هوایی ایالات متحده آمریکا                       | وزیر دفاع ایالات متحده آمریکا                                     | Ref.  |
| --- | ------------------ | -------------------------------------- | --------------- | --------------- | -------------- | ---------------- | ---------------------------------------------------------- | ----------------------------------------------------------------- | ----- |
| ۱   | کارل اسپاتز        | ژنرال کارل اسپاتز (۱۹۷۴–۱۸۹۱)          | ۲۶ سپتامبر ۱۹۴۷ | ۲۹ آوریل ۱۹۴۸   | ۲۱۶ روز        | هواگرد جنگنده    | استوارت سیمنیگتون                                          | جیمز فورستال                                                      | [ ۱ ] |
| ۲   | هویت وندنبرگ       | ژنرال هویت وندنبرگ (۱۹۵۴–۱۸۹۹)         | ۳۰ آوریل ۱۹۴۸   | ۲۹ ژوئن ۱۹۵۳    | ۵ سال، ۶۰ روز  | جنگنده           | استوارت سیمنیگتون توماس کی. فینلتر هارولد ای. تالبوت       | جیمز فورستال لویی جانسون جرج مارشال رابرت لاوت چارلز اروین ویلسون |       |
| ۳   | ناتان توئینینگ     | ژنرال ناتان توئینینگ (۱۹۸۲–۱۸۹۷)       | ۳۰ ژوئن ۱۹۵۳    | ۳۰ ژوئن ۱۹۵۷    | ۴ سال، ۰ روز   | جنگنده و بمب‌افکن | هارولد ای. تالبوت دونالد ای. کوارلز جیمز اچ. داگلاس جونیور | چارلز اروین ویلسون                                                |       |
| ۴   | توماس درسر وایت    | ژنرال توماس درسر وایت (۱۹۶۵–۱۹۰۱)      | ۱ ژوئیه ۱۹۵۷    | ۳۰ ژوئن ۱۹۶۱    | ۳ سال، ۳۶۴ روز | جنگنده           | جیمز اچ. داگلاس جونیور دادلی سی. شارپ یوجین ام. زوکرت      | چارلز اروین ویلسون نیل اچ. مک‌الروی توماس اس. گیتس رابرت مک‌نامارا  |       |
| ۵   | کرتیس له‌می         | ژنرال کرتیس له‌می (۱۹۹۰–۱۹۰۶)           | ۳۰ ژوئن ۱۹۶۱    | ۳۱ ژانویه ۱۹۶۵  | ۳ سال، ۲۱۵ روز | بمب‌افکن          | یوجین ام. زوکرت                                            | رابرت مک‌نامارا                                                    |       |
| ۶   | جان پل مک‌کانل      | ژنرال جان پل مک‌کانل (۱۹۸۶–۱۹۰۸)        | ۱ فوریه ۱۹۶۵    | ۳۱ ژوئیه ۱۹۶۹   | ۴ سال، ۱۸۰ روز | جنگنده           | یوجین ام. زوکرت هرولد براون رابرت سیمنز                    | رابرت مک‌نامارا کلارک کلیفورد ملوین لیرد                           |       |
| ۷   | جان دیل رایان      | ژنرال جان دیل رایان (۱۹۸۳–۱۹۱۵)        | ۱ اوت ۱۹۶۹      | ۳۱ ژوئیه ۱۹۷۳   | ۳ سال، ۳۶۴ روز | بمب‌افکن          | رابرت سیمنز جان ال. مک‌لوکاس                                | ملوین لیرد الیوت ریچاردسون جیمز شلسینگر                           |       |
| ۸   | جورج اسکرچلی براون | ژنرال جورج اسکرچلی براون (۱۹۷۸–۱۹۱۸)   | ۱ اوت ۱۹۷۳      | ۳۰ ژوئن ۱۹۷۴    | ۳۳۳ روز        | بمب‌افکن          | جان ال. مک‌لوکاس                                            | جیمز شلسینگر                                                      |       |
| ۹   | دیوید چارلز جونز   | ژنرال دیوید چارلز جونز (۲۰۱۳–۱۹۲۱)     | ۱ ژوئیه ۱۹۷۴    | ۲۰ ژوئن ۱۹۷۸    | ۳ سال، ۳۵۴ روز | بمب‌افکن          | جان ال. مک‌لوکاس توماس سی. رید جان سی. استتسون              | جیمز شلسینگر دونالد رامسفلد هرولد براون                           |       |
| ۱۰  | لو آلن             | ژنرال لو آلن (۲۰۱۰–۱۹۲۵)               | ۱ ژوئیه ۱۹۷۸    | ۳۰ ژوئن ۱۹۸۲    | ۳ سال، ۳۶۴ روز | بمب‌افکن          | جان سی. استتسون هانس مارک ورن اور                          | هرولد براون کاسپار واینبرگر                                       |       |
| ۱۱  | چارلز آلوین گابریل | ژنرال چارلز آلوین گابریل (۲۰۰۳–۱۹۲۸)   | ۱ ژوئیه ۱۹۸۲    | ۳۰ ژوئن ۱۹۸۶    | ۳ سال، ۳۶۴ روز | جنگنده           | ورن اور راسل ای. رورک ادوارد سی. آلدریج                    | کاسپار واینبرگر                                                   |       |
| ۱۲  | لری ولچ            | ژنرال لری ولچ (زادهٔ ۱۹۳۴)              | ۱ ژوئیه ۱۹۸۶    | ۳۰ ژوئن ۱۹۹۰    | ۳ سال، ۳۶۴ روز | جنگنده           | ادوارد سی. آلدریج دونالد رایس                              | کاسپار واینبرگر فرانک کارلوچی دیک چینی                            |       |
| ۱۳  | مایکل دوگان        | ژنرال مایکل دوگان (زادهٔ ۱۹۳۷)          | ۱ ژوئیه ۱۹۹۰    | ۱۷ سپتامبر ۱۹۹۰ | ۷۸ روز         | جنگنده           | دونالد رایس                                                | دیک چینی                                                          |       |
| -   | جان مایکل لوه      | ژنرال جان مایکل لوه (زادهٔ ۱۹۳۸) سرپرست | ۱۸ سپتامبر ۱۹۹۰ | ۲۹ اکتبر ۱۹۹۰   | ۴۱ روز         | جنگنده           | دونالد رایس                                                | دیک چینی                                                          |       |
| ۱۴  | مریل مک‌پیک         | ژنرال مریل مک‌پیک (زادهٔ ۱۹۳۶)           | ۳۰ اکتبر ۱۹۹۰   | ۲۵ اکتبر ۱۹۹۴   | ۳ سال، ۳۶۰ روز | جنگنده           | دونالد رایس شیلا ویدنال                                    | دیک چینی لس آسپین ویلیام پری                                      |       |
| ۱۵  | رونالد فوگلمن      | ژنرال رونالد فوگلمن (زادهٔ ۱۹۴۲)        | ۲۶ اکتبر ۱۹۹۴   | ۱ سپتامبر ۱۹۹۷  | ۲ سال، ۳۱۰ روز | جنگنده           | شیلا ویدنال                                                | ویلیام پری ویلیام اس. کوهن                                        |       |
| -   | رالف ابرهارت       | ژنرال رالف ابرهارت (زادهٔ ۱۹۴۶) سرپرست  | ۲ سپتامبر ۱۹۹۷  | ۵ اکتبر ۱۹۹۷    | ۳۳ روز         | جنگنده           | شیلا ویدنال                                                | ویلیام اس. کوهن                                                   |       |
| ۱۶  | مایکل ادوارد رایان | ژنرال مایکل ادوارد رایان (زادهٔ ۱۹۴۱)   | ۶ اکتبر ۱۹۹۷    | ۵ سپتامبر ۲۰۰۱  | ۳ سال، ۳۳۴ روز | جنگنده           | شیلا ویدنال ویتن پیترز جیمز جی. روشه                       | ویلیام اس. کوهن دونالد رامسفلد                                    |       |
| ۱۷  | جان فیلیپ جامپر    | ژنرال جان فیلیپ جامپر (زادهٔ ۱۹۴۵)      | ۶ سپتامبر ۲۰۰۱  | ۱ سپتامبر ۲۰۰۵  | ۳ سال، ۳۶۰ روز | جنگنده           | جیمز جی. روشه                                              | دونالد رامسفلد                                                    |       |
| ۱۸  | تید مایکل موزلی    | ژنرال تید مایکل موزلی (زادهٔ ۱۹۴۹)      | ۲ سپتامبر ۲۰۰۵  | ۱۱ ژوئیه ۲۰۰۸   | ۲ سال، ۳۴۴ روز | جنگنده           | مایکل وین                                                  | دونالد رامسفلد رابرت گیتس                                         | [ ۲ ] |
| -   | دانکن مک‌ناب        | ژنرال دانکن مک‌ناب (زادهٔ ۱۹۵۲) سرپرست   | ۱۲ ژوئیه ۲۰۰۸   | ۱۲ اوت ۲۰۰۸     | ۳۱ روز         | ترابری هوایی     | مایکل بی. دانلی                                            | رابرت گیتس                                                        |       |
| ۱۹  | نورتون آلن شوارتز  | ژنرال نورتون آلن شوارتز (زادهٔ ۱۹۵۱)    | ۱۲ اوت ۲۰۰۸     | ۱۰ اوت ۲۰۱۲     | ۳ سال، ۳۶۴ روز | ترابری هوایی     | مایکل بی. دانلی                                            | رابرت گیتس لئون پانه‌تا                                            | [ ۳ ] |
| ۲۰  | مارک ولش           | ژنرال مارک ولش (زادهٔ ۱۹۵۳)             | ۱۰ اوت ۲۰۱۲     | ۲۴ ژوئن ۲۰۱۶    | ۳ سال، ۳۱۹ روز | جنگنده           | مایکل بی. دانلی دبورا لی جیمز                              | لئون پانه‌تا چاک هیگل اشتون کارتر                                  | [ ۴ ] |
| ۲۱  | دیوید گولدفین      | ژنرال دیوید گولدفین (زادهٔ ۱۹۵۹)        | ۱ ژوئیه ۲۰۱۶    | ۶ اوت ۲۰۲۰      | ۴ سال، ۳۶ روز  | جنگنده           | دبورا لی جیمز هدر ویلسن باربارا برت                        | اشتون کارتر جیمز متیس مارک اسپر                                   | [ ۵ ] |
| ۲۲  | چارلز براون        | ژنرال چارلز براون (زادهٔ ۱۹۶۲)          | ۶ اوت ۲۰۲۰      | ۲۹ سپتامبر ۲۰۲۳ | ۳ سال، ۵۴ روز  | جنگنده           | باربارا برت فرانک کندال سوم                                | مارک اسپر لوید آستین                                              | [ ۶ ] |
| –   |                    | ژنرال دیوید آلوین (زاده ۱۹۶۳)          | ۲۹ سپتامبر ۲۰۲۳ | ۲ نوامبر ۲۰۲۳   | ۳۴ روز         | ترابری هوایی     | فرانک کندال سوم تروی مینک                                  | لوید آستین پیت هگست                                               | [ ۷ ] |
| ۲۳  | ۲ نوامبر ۲۰۲۳      | ژنرال دیوید آلوین (زاده ۱۹۶۳)          | متصدی           | ۱ سال، ۱۹۸ روز  | [ ۸ ]          | ترابری هوایی     | فرانک کندال سوم تروی مینک                                  | لوید آستین پیت هگست                                               |       |